# Ґаллат епіґаллокатехіну

Ґаллат епіґаллокатехіну

Ґаллат епіґаллокатехіну (EGCG) — це тип катехіну, що міститься у великих кількостях у чаю. Формула сполуки — C22H18O11. Молекулярна маса — 458.372 г/мол.
Натепер вивчається дія ґаллату епіґаллокатехіну при онкологічних захворюваннях, розсіяному склерозі, СНІД-інфекції, вплив на діяльність головного мозку, стан шкіри тощо.

### EGCG і рак грудей
Ще інша робота з канцерогенезу висвітлює здатність зеленого чаю в комбінації з тамоксифеном тлумити розвиток раку грудей у людини (in vitro) і у мишей (in vivo).

### EGCG і рак простати
У лабораторних умовах було доведено, що катехіни зеленого чаю гальмують ріст ракових клітин при раку простати. Розчинені у воді, вони знижували розвій пухлини із 100% до 20% у спеціально виведенної лінії мишей, у яких спонтанно виникав рак простати, повідомляє Солвей Фарма.

## Виноски
1. ↑  Neurodegeneration in autoimmune demyelination: Recent mechanistic insights reveal novel therapeutic targets. Orhan Aktas, Sonia Waiczies, Frauke Zipp  [Архівовано 11 серпня 2017 у Wayback Machine.]
2. ↑  «The combination of green tea and tamoxifen is effective against breast cancer.» Sartippour MR, et al. Carcinogenesis. 2006 Dec;27(12):2424-33. Epub 2006 Jun 19.